# Kate Baldwin
Kate Baldwin (Evanston, 2 maggio 1975) è un'attrice e cantante statunitense.

## Biografia
Nata in Illinois e cresciuta in Wisconsin, ha studiato recitazione all'Università Northwestern. Ha esordito a Broadway nel 2000 nel musical The Full Monty. Nel 2009 è stata candidata all'Outer Critics Circle Award, al Drama Desk Award e al Tony Award alla miglior attrice protagonista in un musical per Finian's Rainbow; nel 2017 è stata candidata nuovamente ai medesimi premi (questa volta nella sezione "miglior attrice non protagonista in un musical) per la sua interpretazione come Irene Molloy in Hello, Dolly!.
Nel corso della sua carriera ha recitato anche in altri musical in ruoli da protagonista, tra cui: Miss Saigon (New Jersey, 2002), Guys and Dolls (New Jersey, 2004), Passion (Washington, 2005), A Little Night Music (Baltimora, 2008; Pittsfield, 2014), Giant (Broadway 2014), John & Jen (New York, 2015), Il re ed io (Chicago, 2016), 42nd Street (East Haddam, 2022), The Bridges of Madison County (New Hope, 2023) e The Prom (Sharon, 2024).
È sposata con l'attore Graham Rowat.

## Filmografia parziale
- Law & Order - Unità vittime speciali (Law & Order: Special Victims Unit) – serie TV, episodio 10x11 (2009)
- Just Beyond – serie TV, episodio 1x06 (2021)
- The Gilded Age – serie TV, episodio 3x07 (2025)

## Doppiatrici italiane
- Irene Di Valmo in Just Beyond